# Sainte-Thérèse
Sainte-Thérèse ist eine Stadt im Südwesten der kanadischen Provinz Québec. Sie liegt in der Verwaltungsregion Laurentides, rund 30 km nordwestlich von Montreal. Sainte-Thérèse gehört zur regionalen Grafschaftsgemeinde (municipalité régionale du comté) Thérèse-De Blainville, hat eine Fläche von 9,48 km² und zählt 25.989 Einwohner (Stand: 2016).

## Geographie
Sainte-Thérèse liegt in der Region Rive-Nord, rund zwei Kilometer vom Nordufer des Rivière des Mille Îles entfernt. Das Gelände ist weitgehend flach und wird durch den Nebenfluss Rivière des Chiens entwässert. Nachbargemeinden sind Blainville im Norden, Rosemère im Osten, Boisbriand im Süden und Mirabel im Westen.

## Geschichte
1683 erhielt der Offizier Michel-Sidrac Dugué de Boisbriand die Seigneurie Mille-Îles zugesprochen. Die Besiedlung der Gegend setzte jedoch erst Mitte des 18. Jahrhunderts ein. 1789 erfolgte die Gründung der Pfarrei Sainte-Thérèse, benannt nach der Heiligen Teresa von Ávila, 1849 die Gründung der Gemeinde Sainte-Thérèse-de-Blainville. 1916 erhielt die Gemeinde den Stadtstatus und den Namen Sainte-Thérèse. Mit der Eröffnung einer Eisenbahnlinie im Jahr 1875 wandelte sich Sainte-Thérèse zu einer industriell geprägten Siedlung. Von großer wirtschaftlicher Bedeutung waren insbesondere vier Klavierfabriken (die letzte schloss 1989). Das 1950 gegründete Unternehmen Sicard Industries war zeitweise der weltweit größte Hersteller von Schneefräsen. Von 1966 bis 2002 betrieb General Motors ein Automobilwerk (Sainte-Thérèse Assembly), in dem Buick-, Chevrolet- und Oldsmobile-Modelle gefertigt wurden; es war das einzige kanadische Automobilwerk außerhalb Ontarios. Die Stadt ist seit 2000 Mitglied des Zweckverbandes Communauté métropolitaine de Montréal.

## Sehenswürdigkeiten
Wahrzeichen der Stadt ist die zwischen 1885 und 1887 im neuromanischen Stil erbaute Kirche Sainte-Thérèse-de-Blainville. Auf das Jahr 1881 zurück geht das neogotische Hauptgebäude des ehemaligen Seminars (Ancien séminaire); dieses war 1825 gegründet worden und ging 1967 im Collège Lionel-Groulx auf, einem CEGEP.

## Bevölkerung
Gemäß der Volkszählung 2011 zählte Sainte-Thérèse 26.025 Einwohner, was einer Bevölkerungsdichte von 2716,6 Einw./km² entspricht. 91,7 % der Bevölkerung gaben Französisch als Hauptsprache an, der Anteil des Englischen betrug 2,7 %. Als zweisprachig (Französisch und Englisch) bezeichneten sich 0,6 %, auf andere Sprachen und Mehrfachantworten entfielen 4,7 %. Ausschließlich Französisch sprachen 51,7 %. Im Jahr 2001 waren 89,6 % der Bevölkerung römisch-katholisch, 2,0 % protestantisch und 6,4 % konfessionslos.

## Verkehr und Wirtschaft
Am südlichen Stadtrand kreuzen sich zwei Autobahnen, die Autoroute 15 von Montreal in die Laurentinischen Berge und die Autoroute 640 entlang dem Rivière des Mille Îles. Eine Hauptstraße von überregionaler Bedeutung ist die Route 117. Knotenpunkt des öffentlichen Nahverkehrs ist der Bahnhof von Sainte-Thérèse, an dem exo-Vorortszüge zwischen Montreal und Saint-Jérôme halten. Mehrere exo-Buslinien verbinden den Bahnhof mit den umliegenden Gemeinden. Eine weitere, nur für den Güterverkehr genutzte Bahnstrecke führt westwärts nach Gatineau.
Bedeutendster Arbeitgeber in Sainte-Thérèse ist ein Werk des LKW-Herstellers Paccar.

## Persönlichkeiten
- Joseph-Adolphe Chapleau (1840–1898), Politiker
- Paul-Émile Charbonneau (1922–2014), Bischof
- Joseph-Olindo Gratton (1855–1941), Bildhauer